# カテリーネ・ハインデール
カテリーネ・ブロートマン・ハインデール(Kathrine Brothmann Heindahl、1992年3月26日 - )は、デンマークのハンドボール選手で、オーデンセ・ハンドボルとハンドボールデンマーク女子代表に所属。